# ブロディック城

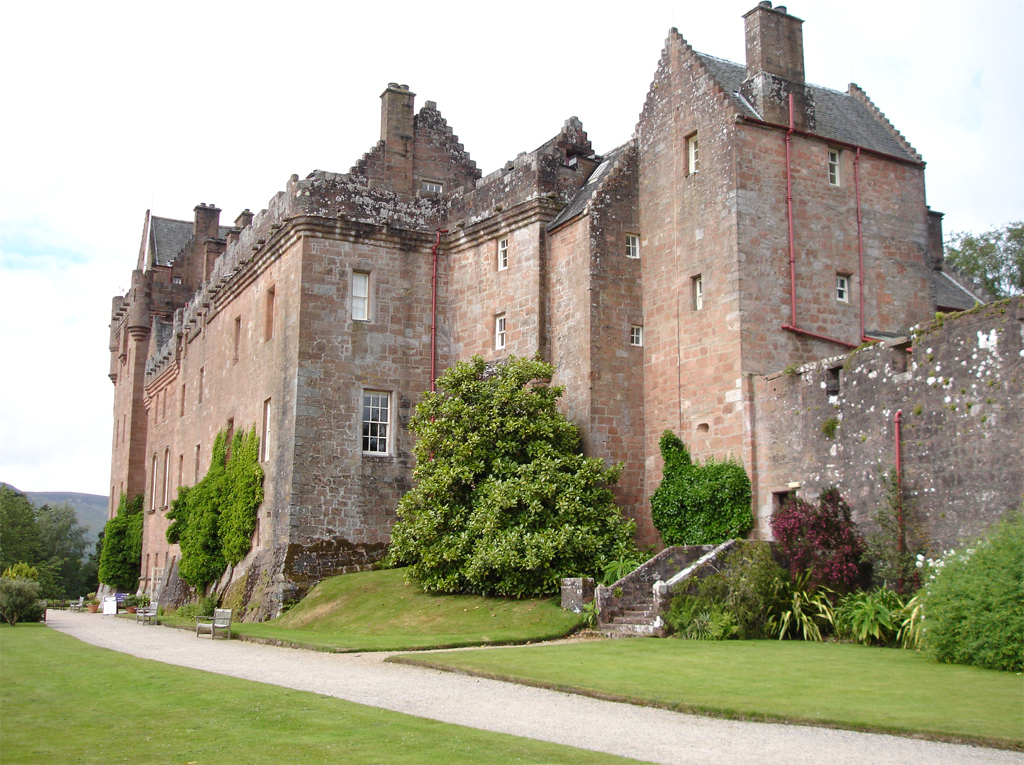
ブロディック城

ブロディック城（Brodick Castle）は、スコットランドのアラン島に現存する城である。

## 概要

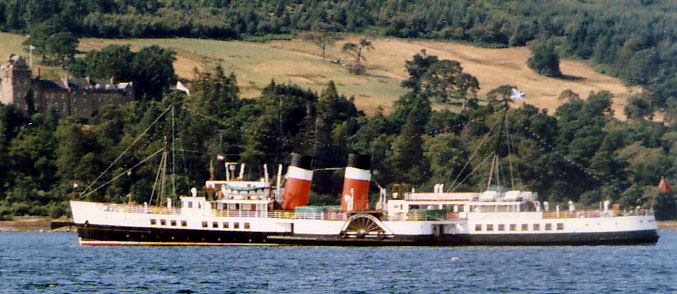
アラン島にあるブロディック城のそばに碇泊する、外輪蒸気船のウェイヴァリー号（paddle steamer Waverley）。

ブロディック城はおおよそ北緯55度59分、西経5度15分に位置している。この城は、Tower house（日本語不明）に分類される城である。ブロディック城は、1510年に再建されて

、ハミルトン公爵の城となっていた。ただ、相続税の問題もあって、1958年にスコットランド・ナショナル・トラスト（英語: National Trust for Scotland）が城を買い取り、以降同組織が管理するようになった。同組織は、ブロディック城保存のために城の保護を行っているものの、夏季は一般に公開もされているので、見学などは可能である。また、1710年に作られた、この城の庭園も見学可能。なお1998年には、このブロディック城で『The Governess』という映画の撮影も行われた。

## 歴史

### 初期および中世
少なくとも5世紀、アントリムから侵入したゲール人がダール・リアタ王国を拡大したときから、この地には要塞があった。10世紀には北欧の影響が拡大し、アランはダブリンまたはオークニー（NordreysまたはNorðreyjar）から管理されるSudreysまたはSúðreyjarの一部となり、名目上はノルウェー王の支配下に置かれた。このことは、島内にBrodick、Breiðvík（Broad Bay、Brethwic、Brathwik、Brethwik、Brathwic、Bradewik、Braizayなど様々な綴りがある）をはじめとするスカンジナビア語の地名が多数あることからも推測できる[3]。この地は、クライド湾に面した戦略的な位置から、相対的に重要な中心地であったと考えられている。
13世紀半ばまで、アランはノルウェー王ハーコン・ハコナルソンの副王であったマンのマグヌスと島々のドゥーガルという2人のガル・ガイデアル王によって統治されていたマンと島々の王国の一部であった。スコットランドのアレクサンダー3世は、自分の王国を安定させるために島々を支配したいという父の願望を受け継ぎ、そのために何度も失敗を繰り返した。1262年、ロス伯爵は王の許可を得てスカイ島を略奪した。ハーコン王はこの軽挙を討つことを決意し、1263年7月、大船団（leiðangr）を率いてスコットランドに向かった。
マグヌスとドゥーガルの艦隊と連携し、ヘブリディーズ諸島全域でその力を見せつけた後、ハーコン王はアラン島のラムラッシュ湾[4]に停泊した。スコットランドからの使節は失敗に終わり、湾を渡ってすぐのラルズで戦闘となった。ハーコン軍はアランに退却し、その後オークニーで越冬し、ハーコンはそこで死去した。続く1266年のパース条約により、スドレイ諸島はスコットランド王国に割譲された。

### 摂政期と独立戦争
アレクサンダー3世と嫡男のノルウェー王女マーガレットが死去すると、スコットランド王国は混乱に陥った。1291年、イングランドのエドワード1世は、最もふさわしい後継者を選ぶよう求められた。ジョン・ド・バリオールが選ばれ、エドワードを宗主国として認めざるを得なかった。1295年、ジョンはエドワードに反抗し、フランスでの戦争への援助の要請に応じなかった。エドワードは翌年スコットランドに侵攻し、ジョンに退位を迫った。戴冠式後、メスヴェンの戦いで敗れてイングランド軍から逃れた後、ロバート・ザ・ブルースが潜伏していた時期、彼はアラン島で伝説のクモと遭遇したと言われている[5][6]。
ロバート・ザ・ブルースの要請を受けたダグラス公ジェームズ・ダグラスは、キャリック攻めに先立つ1307年の冬の初め、ブロディック城に兵力を供給していた部隊を攻撃して最初の小勝利を収め、必要な物資を獲得した。
1307年、ダグラスはイングランド軍をブロディック城から追い払うことができた。ブロディック城は、祖国を取り戻すために彼が最初に陥落させた城のひとつである。

### 中世後期
1406年、ジェームズ1世がイギリスの海賊に捕らえられ、ロバート3世が死去したのと同じ年に、城はブロディック湾に侵入したイギリス軍によって大破した。1455年、アイラ島領主ジョン・オブ・アイラによってさらなる破壊が加えられた[7]。1470年以降のある時点で、城はジェームズ3世によって義兄弟であるジェームズ・ハミルトン（第1代ハミルトン公）に与えられた。彼の息子である第2代ハミルトン公ジェームズ・ハミルトンは、1503年にアラン伯爵となった。この時ハミルトンは、自身の紋章にアイル諸島のリンパドを加えた。

## ハミルトン公爵
（英語版の「The Hamiltons」の節を参照してください。）